# Adventure of a Lifetime
〈Adventure of a Lifetime〉은 영국의 록 밴드 콜드플레이의 곡이다. 2015년 11월 6일 일곱 번째 스튜디오 음반 《A Head Full of Dreams》(2015년)의 리드 싱글로 발매되었다.
〈Adventure of a Lifetime〉은 영국 싱글 차트에서 7위, 빌보드 핫 100에서 13위에 올랐다. 호주, 오스트리아, 캐나다, 체코, 프랑스, 독일, 아일랜드, 이탈리아, 네덜란드, 뉴질랜드, 스위스를 포함한 여러 국가에서도 상위 20위권에 진입했다.

## 인증
| 국가                                                                                         | 인증        | 판매량/출하량 |
| -------------------------------------------------------------------------------------------- | ----------- | ------------- |
| 오스트레일리아 (ARIA)                                                                        | 골드        | 35,000        |
| 벨기에 (BEA)                                                                                 | 골드        | 10,000        |
| 캐나다 (뮤직 캐나다)                                                                         | 2× 플래티넘 | 160,000       |
| 덴마크 (IFPI Danmark)                                                                        | 플래티넘    | 60,000^       |
| 프랑스 (SNEP)                                                                                | 골드        | 66,666        |
| 독일 (BVMI)                                                                                  | 플래티넘    | 400,000       |
| 이탈리아 (FIMI)                                                                              | 4× 플래티넘 | 200,000       |
| 멕시코 (AMPROFON)                                                                            | 골드        | 30,000*       |
| 뉴질랜드 (RMNZ)                                                                              | 플래티넘    | 15,000*       |
| 폴란드 (ZPAV)                                                                                | 골드        | 10,000        |
| 포르투갈 (AFP)                                                                               | 플래티넘    | 10,000        |
| 스페인 (PROMUSICAE)                                                                          | 2× 플래티넘 | 100,000       |
| 스웨덴 (GLF)                                                                                 | 2× 플래티넘 | 80,000        |
| 스위스 (IFPI 스위스)                                                                         | 골드        | 15,000        |
| 영국 (BPI)                                                                                   | 2× 플래티넘 | 1,200,000     |
| 미국 (RIAA)                                                                                  | 2× 플래티넘 | 2,000,000     |
| *판매량을 기반으로 한 인증 · ^출하량을 기반으로 한 인증 · 판매량+스트리밍을 기반으로 한 인증 |             |               |